# دانييل بريسكالو
دانييل بريسكالو هو لاعب كرة قدم كرواتي في مركز الهجوم، ولد في 27 أكتوبر 1990 في موستار في البوسنة والهرسك. شارك مع منتخب كرواتيا تحت 19 سنة لكرة القدم. أما مع النوادي، فقد لعب مع ريد بول سالزبورغ وشالكه 04 وشتورم غراتس ونادي رايندورف آلتاخ.

## وصلات خارجية
- دانييل بريسكالو على موقع قاعدة بيانات كرة القدم.إي يو (الإنجليزية)
- دانييل بريسكالو على موقع بيانات كرة القدم. دي إي (الألمانية)
- دانييل بريسكالو على موقع Soccerway.com (الإنجليزية)
- دانييل بريسكالو على موقع عالم كرة القدم.نت (الإنجليزية)